# Euphrynichus bacillifer
Euphrynichus bacillifer är en spindeldjursart som beskrevs av Peter Weygoldt 1995. Euphrynichus bacillifer ingår i släktet Euphrynichus och familjen Phrynichidae. Inga underarter finns listade i Catalogue of Life.